# Neolampadidae
De Neolampadidae zijn een familie van zee-egels (Echinoidea) uit de orde Cassiduloida.

## Geslachten
- Aphanopora De Meijere, 1903
- Nannolampas Mortensen, 1948
- Neolampas A. Agassiz, 1869
- Pisolampas Philip, 1963 †
- Studeria Duncan, 1889